# NGC 1334
NGC 1334 est une galaxie spirale intermédiaire située dans la constellation de Persée. NGC 1334 a été découverte par l'astronome prussien Heinrich d'Arrest en 1863.

## Caractéristiques
Sa vitesse par rapport au fond diffus cosmologique est de 4 126 ± 14 km/s, ce qui correspond à une distance de Hubble de 60,9 ± 4,3 Mpc (∼199 millions d'al).
À ce jour, trois mesures non basées sur le décalage vers le rouge (redshift) donnent une distance de 54,500 ± 0,557 Mpc (∼178 millions d'al), ce qui est à l'intérieur des valeurs de la distance de Hubble. Notons cependant que c'est avec la valeur moyenne des mesures indépendantes, lorsqu'elles existent, que la base de données NASA/IPAC calcule le diamètre d'une galaxie et qu'en conséquence le diamètre de NGC 1334 pourrait être d'environ 34,5 kpc (∼113 000 al) si on utilisait la distance de Hubble pour le calculer.
NGC 1334 présente une large raie HI.

## Groupe de NGC 1272
NGC 1334 fait partie du groupe de NGC 1272 qui comprend au moins 28 galaxies, dont les galaxies NGC 1272, IC 309, NGC 1281 et NGC 1293. Garcia indique aussi dans sa liste la galaxie IC 1907 qui est un doublon de NGC 1278 et il identifie celle-ci à PGC 12405. Il s'agit d'une erreur car NGC 1278 est PGC 12438 et elle est beaucoup plus éloignée que les autres galaxies du groupe de NGC 1272. Par contre, PGC 12405 appartient à ce groupe. Le groupe de NGC 1272 fait partie de l'amas de Persée